# Nagykövéres község
Nagykövéres község (románul: Comuna Chevereșu Mare) község Temes megyében, Romániában. Központja Nagykövéres, beosztott falvai Temesfalva, Temesvukovár.

## Népessége
A 2011-es népszámlálás adatai alapján a község népessége 2272 fő volt.